# Neom
Neom (estilizada como NEOM) é uma cidade e zona econômica transnacional planejada de 26 500 km2 a ser construída na região fronteiriça entre a Arábia Saudita, a Jordânia e o Egito (através de uma ponte proposta através do golfo de Acaba). Os promotores da iniciativa, que seria do tamanho da Bélgica, afirmam que será um centro de negócios global localizado numa das áreas de trânsito econômico mais importantes do mundo (o mar Vermelho), onde flui quase um décimo do comércio mundial.

## Contexto
A cidade foi anunciada pelo príncipe herdeiro saudita Mohammad bin Salman na conferência Iniciativa de Investimento Futuro em Riade, na Arábia Saudita, em 24 de outubro de 2017. Ele afirmou que a área vai operar independentemente da "estrutura governamental existente", com suas próprias leis tributárias e trabalho e um sistema judiciário autônomo. De fato, foi anunciado que será o primeiro lugar em toda a Arábia Saudita onde homens e mulheres poderão usar a mesma área de banheiro, algo que é proibido no resto do país.
A iniciativa veio da Saudi Vision 2030, um plano que visa reduzir a dependência da Arábia Saudita do petróleo, diversificar sua economia e desenvolver setores de serviços públicos. O consultor Ghanem Nuseibeh disse que a intenção da Arábia Saudita era "passar do petróleo para a alta tecnologia e colocar o reino saudita na vanguarda dos avanços tecnológicos; esta é a era pós-petróleo. Estes países estão tentando prosperar além das exportações de petróleo, e ser aqueles que não serão deixados para trás." O alemão Klaus Kleinfeld, presidente e CEO da Alcoa Inc e da Siemens AG, irá liderar o desenvolvimento da cidade. Os planos exigem que os robôs desempenhem funções como segurança, logística, entregas ao domicílio e cuidados com as pessoas, e que a cidade seja movida exclusivamente pela energia eólica e solar. Como a cidade será projetada e construída do zero, foram sugeridas também outras inovações em infraestrutura e mobilidade. O planejamento e a construção começarão com US$ 500 bilhões do Fundo de Investimento Público da Arábia Saudita e investidores internacionais.

## Nome
O nome NEOM foi construído a partir de duas palavras. As três primeiras letras formam o prefixo latino neo, que significa "novo". A quarta letra é a abreviação de "Mostaqbal" (em árabe: مستقبل), uma palavra árabe que significa "futuro" .